# Burow
Burow ist eine Gemeinde im Nordosten des Landkreises Mecklenburgische Seenplatte. Die Gemeinde liegt nördlich von Neubrandenburg. Bis zum 1. Januar 2004 war die Gemeinde Teil des Amtes Tollensetal und ist seitdem Teil des Amtes Treptower Tollensewinkel.

## Geografie und Verkehr
Burow liegt etwa zehn Kilometer nördlich von Altentreptow. Die Landesstraße 35, ehemals B 96, verläuft durch den Ort. Die A 20 ist über den Anschluss Anklam zu erreichen. Durch den Südosten der Gemeinde fließt die Tollense.

## Ortsteile
- Burow
- Mühlenhagen
- Weltzin

## Wappen, Flagge, Dienstsiegel
Die Gemeinde verfügt über kein amtlich genehmigtes Hoheitszeichen, weder Wappen noch Flagge. Als Dienstsiegel wird das kleine Landessiegel mit dem Wappenbild des Landesteils Vorpommern geführt. Es zeigt einen aufgerichteten Greifen mit aufgeworfenem Schweif und der Umschrift „GEMEINDE BUROW – LANDKREIS MECKLENBURGISCHE SEENPLATTE“.

## Sehenswürdigkeiten
- Naturerlebnispark Mühlenhagen

## Sonstiges
Am Fluss Tollense beim Ortsteil Weltzin wurden von 1996 bis einschließlich 2020 mehr als 12.000 menschliche Knochen, die laut Modellberechnungen und Schätzungen von bis zu 4000 Menschen aus dem 13. Jahrhundert v. Chr. stammen, ausgegraben.
Im November 2011 fanden Archäologen des Landesamtes für Kultur und Denkmalpflege im Ortsteil Weltzin einen Münzschatz, der aus 280 Silbermünzen des späten 16. bis frühen 17. Jahrhunderts besteht. Die Schillinge und Taler wurden in einem Tongefäß wahrscheinlich im Dreißigjährigen Krieg vergraben.
Die Gemeinde hieß bis Ende Juni 1973 Weltzin.

## Persönlichkeiten
- Joachim Wüstenberg (1908–1993), Hygieniker, U-Boot-Fahrer
- Gerald Henkel (* 1948), Chemiker
- Anita Weiß (* 16. Juli 1955), Leichtathletin